# Берк (кантон)
Берк (фр. Berck) — кантон во Франции, находится в регионе О-де-Франс, департамент Па-де-Кале. Входит в состав округа Монтрёй.

## История
До 2015 года в состав кантона входили коммуны:
- Берк
- Вабан
- Вертон
- Гроффлье
- Коллин-Бомон
- Конший-ле-Тампль
- Ран-дю-Флье
- Тиньи-Нуайель
- Эрон-Нотр-Дам
- Эрон-Сен-Вааст

В результате реформы 2015 года  состав кантона был изменен: в него были включены отдельные коммуны упраздненных кантонов Монтрёй и Юкелье.

## Состав кантона с 22 марта 2015 года
В состав кантона входят коммуны (население по данным Национального института статистики за 2018 г.):
- Аттен (756 чел.)
- Берк (13 791 чел.)
- Берньёль (183 чел.)
- Бётен (459 чел.)
- Бомри-Сен-Мартен (403 чел.)
- Вабан (433 чел.)
- Вайи-Бокам (1 017 чел.)
- Вертон (2 472 чел.)
- Грофлье (1 514 чел.)
- Кампиньёль-ле-Гранд (294 чел.)
- Кампиньёль-ле-Пети (557 чел.)
- Коллин-Бомон (134 чел.)
- Коншиль-ле-Тампль (1 129 чел.)
- Ла-Калотри (628 чел.)
- Ла-Мадлен-су-Монтрёй (158 чел.)
- Лепин (280 чел.)
- Монкаврель (406 чел.)
- Монтрёй (1 952 чел.)
- Нампон-Сен-Фирмен (200 чел.)
- Нёвиль-су-Монтрёй (646 чел.)
- Ран-дю-Флье (4 224 чел.)
- Рек-сюр-Курс (275 чел.)
- Соррю (849 чел.)
- Тиньи-Нуайель (174 чел.)
- Экюир (709 чел.)
- Энксан (162 чел.)
- Эрон-Нотр-Дам (229 чел.)
- Эрон-Сен-Ва (188 чел.)
- Эстре (291 чел.)
- Эстреэль (350 чел.)
- Юберсан (269 чел.)

## Политика
На президентских выборах 2022 г. жители кантона отдали в 1-м туре Эмманюэлю Макрону 33,6 % голосов против 30,3 % у Марин Ле Пен и 13,6 % у Жана-Люка Меланшона; во 2-м туре в кантоне победил Макрон, получивший 53,2 % голосов. (2017 год. 1 тур: Марин Ле Пен – 27,4 %, Эмманюэль Макрон – 24,4 %, Франсуа Фийон – 19,1 %, Жан-Люк Меланшон – 15,5 %; 2 тур: Макрон – 58,3 %. 2012 год. 1 тур: Николя Саркози — 29,1 %, Франсуа Олланд — 26,4 %, Марин Ле Пен — 21,9 %; 2 тур: Саркози — 51,6 %).
С 2015 года кантон в Совете департамента Па-де-Кале представляют мэр города Берк Брюно Кузен (Bruno Cousein) (Республиканцы) и мэр коммуны Рек-сюр-Курс Мариз Жюме (Maryse Jumez) (Разные правые).
|                | Кандидаты                         | Партия                   | Первый тур | Первый тур     | Второй тур | Второй тур |
| Кол-во голосов | Кандидаты                         | Партия                   | % голосов  | Кол-во голосов | % голосов  |            |
| -------------- | --------------------------------- | ------------------------ | ---------- | -------------- | ---------- | ---------- |
|                | Брюно Кузен Мариз Жюме            | Разные правые            | 5 346      | 55,31          | 7 006      | 74,02      |
|                | Элиза Фийет Жиль Юэ               | Национальное объединение | 2 300      | 23,80          | 2 459      | 25,98      |
|                | Франсуаза Дивьёбур Флоран Филиппи | Социалистическая партия  | 2 019      | 20,89          |            |            |

|                | Кандидаты                         | Партия             | Первый тур | Первый тур     | Второй тур | Второй тур |
| Кол-во голосов | Кандидаты                         | Партия             | % голосов  | Кол-во голосов | % голосов  |            |
| -------------- | --------------------------------- | ------------------ | ---------- | -------------- | ---------- | ---------- |
|                | Брюно Кузен Мариз Жюме            | Правый блок        | 5 131      | 38,72          | 7 902      | 63,45      |
|                | Морисет Лелон Ги Сайо             | Национальный фронт | 3 816      | 28,80          | 4 551      | 36,55      |
|                | Жерар Ратинска Лоранс Стальбергер | Левый блок         | 2 628      | 19,83          |            |            |
|                | Сильви Делатр Бенуа Доль          | Вставай, Франция   | 1 676      | 12,65          |            |            |

|  | Кандидат    | Партия                    | % голосов |
|  | ----------- | ------------------------- | --------- |
|  | Брюно Кузен | Союз за народное движение | 53,50     |
|  | Анни Делатр | Социалистическая партия   | 46,50     |

|  | Кандидат           | Партия                    | % голосов |
|  | ------------------ | ------------------------- | --------- |
|  | Жан-Мари Кражевски | Социалистическая партия   | 62,22     |
|  | Брюно Кузен        | Союз за народное движение | 37,78     |